# De fyra konungadjuren
De fyra konungadjuren (kinesiska: 四象 Sì Xiàng）kallas i kinesiska mytologin "den ormsvansade sköldpaddan". Vart och ett av djuren återfinns i ett eget väderstreck och associeras också med en mängd andra symboler.
De fyra konungadjuren i Kina är Qinglong, Baihu, Zhuque och Xuanwu som representerar öster, väster, söder och norr. De fyra konungadjuren kallas också himmelens fyra andar. Senare personifierades de fyra andarna av människor. Qinglong fick namnet "Mengzhang Shenjun", Baihu fick namnet "Jianbing Shenjun", Zhuque fick namnet "Lingguang Shenjun" och Xuanwu fick namnet "Zhiming Shenjun".